# Christo Grozev
Christo Grozev (en bulgare : Христо Грозев) est un journaliste d'investigation bulgare né le 20 mai 1969 à Plovdiv. Il est l'enquêteur principal sur la Russie de Bellingcat, se concentrant sur les menaces à la sécurité, les opérations clandestines extraterritoriales et la militarisation de l'information. Ses enquêtes sur l'identité des suspects impliqués dans l'empoisonnement de Sergei et Ioulia Skripal en 2018 obtiennent le prix de la presse européenne pour le journalisme d'investigation,.

## Jeunesse et formation
Christo Grozev naît à Plovdiv le 20 mai 1969. Il fréquente le lycée anglophone de Plovdiv (1984-1988). En 1995, il est diplômé de l'université américaine de Bulgarie, spécialisé en études des communications et médias, et obtient un Executive MBA (Master of Law and Economics) et un diplôme de droit de l'Université IMADEC en 2012, spécialisé en finances, droit économique, droit international.

## Carrière
Christo Grozev commence à travailler comme journaliste à l'âge de 17 ans pour un journal ; plus tard, il travaille comme journaliste radio pendant la période socialiste en Bulgarie. Depuis 1988, il est reporter radio à Plovdiv. En 1991, il est l'un des fondateurs et PDG de la première station de radio commerciale de Bulgarie — Aura — qui est affiliée à l'université américaine de Bulgarie,. En 1994, il est engagé par la société américaine Metromedia pour travailler avec ses actifs russes. Il lance Radio Nika à Sotchi, Channel Melodia et Eldoradio à Saint-Pétersbourg et des dizaines de stations de radio dans les pays baltes, en Finlande, en Bulgarie et en Hongrie. Il est nommé directeur régional de Metromedia et vice-président de la radio en 1997,.
En 2000, Christo Grozev devient PDG de la division radio de Metromedia, supervisant les opérations et la croissance de plus de 30 stations de radio dans 11 pays d'Europe centrale et orientale, d'Europe du Nord, de Russie et de la CEI,. Lorsque Metromedia quitte le secteur de la radio en 2003, Grozev rachète les actifs de la radio russe (RBMH Broadcast Media Holdings). En 2006, il les revend au groupe français Lagardère,. Christo Grozev a également été administrateur de la société irlandaise Communicorp, qui a acquis ses autres actifs de diffusion auprès de Metromedia (2005-2007). Il a supervisé l'intégration du groupe radio européen de Metromedia dans Communicorp et a été chargé de poursuivre l'expansion de l'entreprise sur les marchés existants et nouveaux, tels que l'Ukraine et la Lettonie,.
Après 2006, Grozev a agi en tant qu'investisseur dans divers actifs médiatiques, principalement aux Pays-Bas et en Bulgarie. En 2006, sa société RadioCorp BV a reçu une licence de diffusion aux Pays-Bas pour créer une station de radio axée sur la musique nationale. Radiocorp exploite deux stations de radio nationales (100 % NL et Radio 10 (Pays-Bas)) et une station de télévision musicale nationale (100 % NL TV). Grozev possède également une chaîne de télévision d'information et plusieurs journaux en Bulgarie. En 2007, il devient cofondateur et associé d'Altelys Investments, une plateforme se concentrant principalement sur les investissements dans les médias et les télécoms en Europe centrale et orientale. Altelys exploite actuellement une station de radio nationale en Ukraine et détient une participation dans la presse écrite en Bulgarie, et possède une entreprise de services immobiliers basée en Autriche.
Depuis 2016, Christo Grozev est membre du conseil de surveillance de Talpa Radio Holding. Radio NewCo exploite quatre des principales stations de radio nationales commerciales aux Pays-Bas : Radio 538, Sky Radio, Radio 10 (Pays-Bas) et Radio Veronica (Talpa Radio). Le groupe est également actionnaire majoritaire de One Media Sales, la première régie radio des Pays-Bas,.

### Travail pourBellingcat
Christo Grozev rejoint Bellingcat en 2015 en tant que journaliste d'investigation. Il est connu pour utiliser des informations de sources ouvertes, les réseaux sociaux et d'autres données disponibles pour les enquêtes. Il est l'auteur d'enquêtes identifiant, entre autres, deux officiers supérieurs russes liés à la destruction du vol 17 de Malaysia Airlines en 2014,, des officiers du GRU impliqués dans le complot monténégrin de 2016,, les trois suspects responsables de l'empoisonnement de Sergei et Ioulia Skripal en 2018 et de l'empoisonnement d'Alexei Navalny en 2020. 
En 2019, Christo Grozev et son équipe remportent du Prix européen de la presse pour le reportage d'investigation pour « Unmasking the Salisbury Poisoning Suspects: A Four-Part Investigation » (Démasquer les suspects de l'empoisonnement de Salisbury : une enquête en quatre parties),, dans lequel ils identifient les auteurs de l'empoisonnement de Sergueï et Ioulia Skripal,.

### Poursuites lancées par la Russie
Le 26 décembre 2022, dans le cadre de l'invasion de l'Ukraine par la Russie, le ministère de l'Intérieur russe annonce que Christo Grozev figure sur sa liste des « personnes recherchées » sans en divulguer la raison. Selon l'agence de presse nationale russe RIA Novosti, une affaire pénale aurait été ouverte contre Christo Grozev, pour « diffusion de faux ».

## Récompense
- 2022 : prix ICFJ de l'innovation dans le reportage international[17].